# コリンス (ミシシッピ州)
コリンス（英: Corinth）は、アメリカ合衆国ミシシッピ州の北東部、アルコーン郡の都市であり、同郡の郡庁所在地である。2010年国勢調査での人口は14,573 人だった。

## 歴史

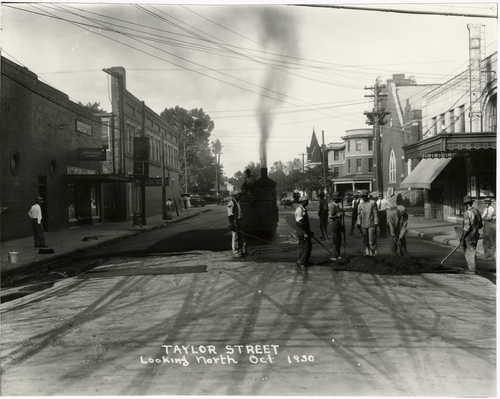
テイラー通りを舗装する労働者達、1930年

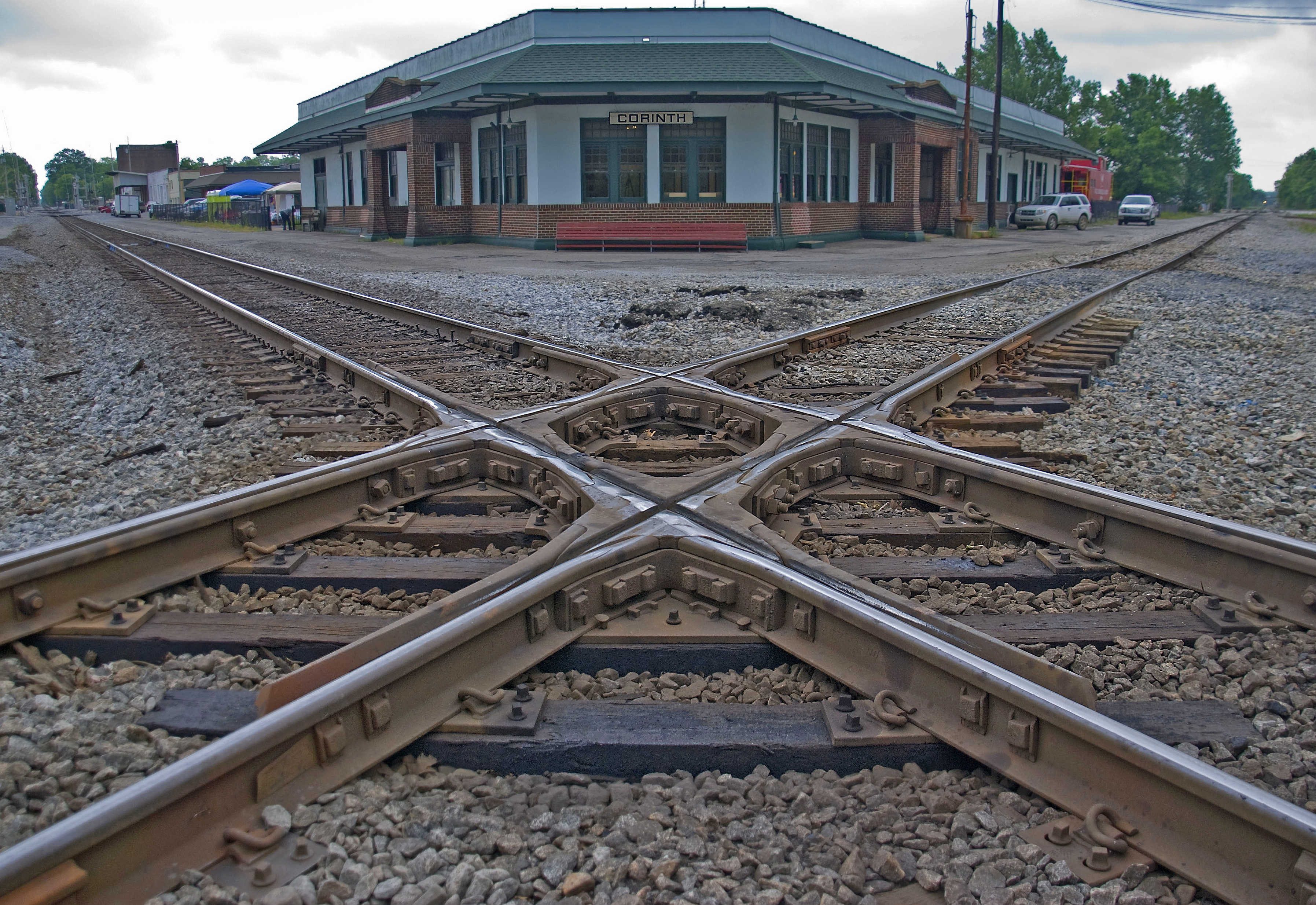
"連合国の交差点"

コリンスの町は1853年にクロスシティとして設立された。これは、この地にモービル・アンド・オハイオ鉄道とメンフィス・アンド・チャールストン鉄道の交差点があったからだった。ギリシャの都市コリントスから名前を採ることを提案したのは、初期新聞の編集者W・E・ギブソンだった。コリントスも主要道の交差点として機能していた。
2つの鉄道が交差するという位置づけは、南北戦争のときの南軍にとって戦略的に重要なことだった。P・G・T・ボーリガード将軍がシャイローの戦いの後でコリンスまで退却してきた。これを追ってきたのが北軍のヘンリー・ハレック少将の率いる部隊だった。ハレック隊が接近してきたときに、ボーリガードは町を放棄し、北軍の手に落ちさせた。ハレックは大変慎重に接近して来ており、1か月の間に停止するごとに塹壕を掘らせた。この行動がコリンスの包囲戦（1862年4月30日-5月20日）と呼ばれた。
北軍はウィリアム・ローズクランズ少将をコリンスに派遣し、その戦力を集中させた。1862年10月3日から4日に起きた第二次コリンスの戦いは、南軍のアール・ヴァン・ドーン少将がコリンスを取り返そうとしたときのことだった。南軍は短時間コリンス市を取り戻したが、同じ日の午後には北軍の援軍が到着して、再度撤退を強いられた。

### アメリカ合衆国国家歴史登録財
- ウィリアムズ砲台（ウィリアムズ砦とも呼ばれる）
- コリンスの包囲戦と戦闘戦場跡
- コロシアム・シアター - 20世紀初期にコロニアル復古調で建設された
- コリンス国立墓地
- コリンス中心街歴史地区
- ジョセフ・M・バイナム博士邸 — 19世紀終盤に建てられた後期ゴシック復古調建築の家屋
- 北軍包囲戦塹壕（ハーパー道路塹壕とも呼ばれる）
- ロビネット砦（ロビネット砲台とも呼ばれる） — 南北戦争案内センターがある
- ジャシント郡庁舎（旧ティショミンゴ郡庁舎とも呼ばれる） — 19世紀半ばに連邦様式で建てられた
- L・C・スティール邸
- ミッドタウン・コリンス歴史地区
- ムーアズ・クリーク遺跡 — 紀元前3000年から3500年の前史時代インディアンの遺跡
- 旧郵便局
- リーンジ商業歴史地区
- トマス・F・ディルワース邸
- コリンスの戦い北軍砲台F
- 北軍土盛り工作物
- ベランダ・ハウス（カーリー邸とも呼ばれる） — 1857年建設、コリンスの戦いの時に南軍将軍の作戦本部として使われた

## 地理

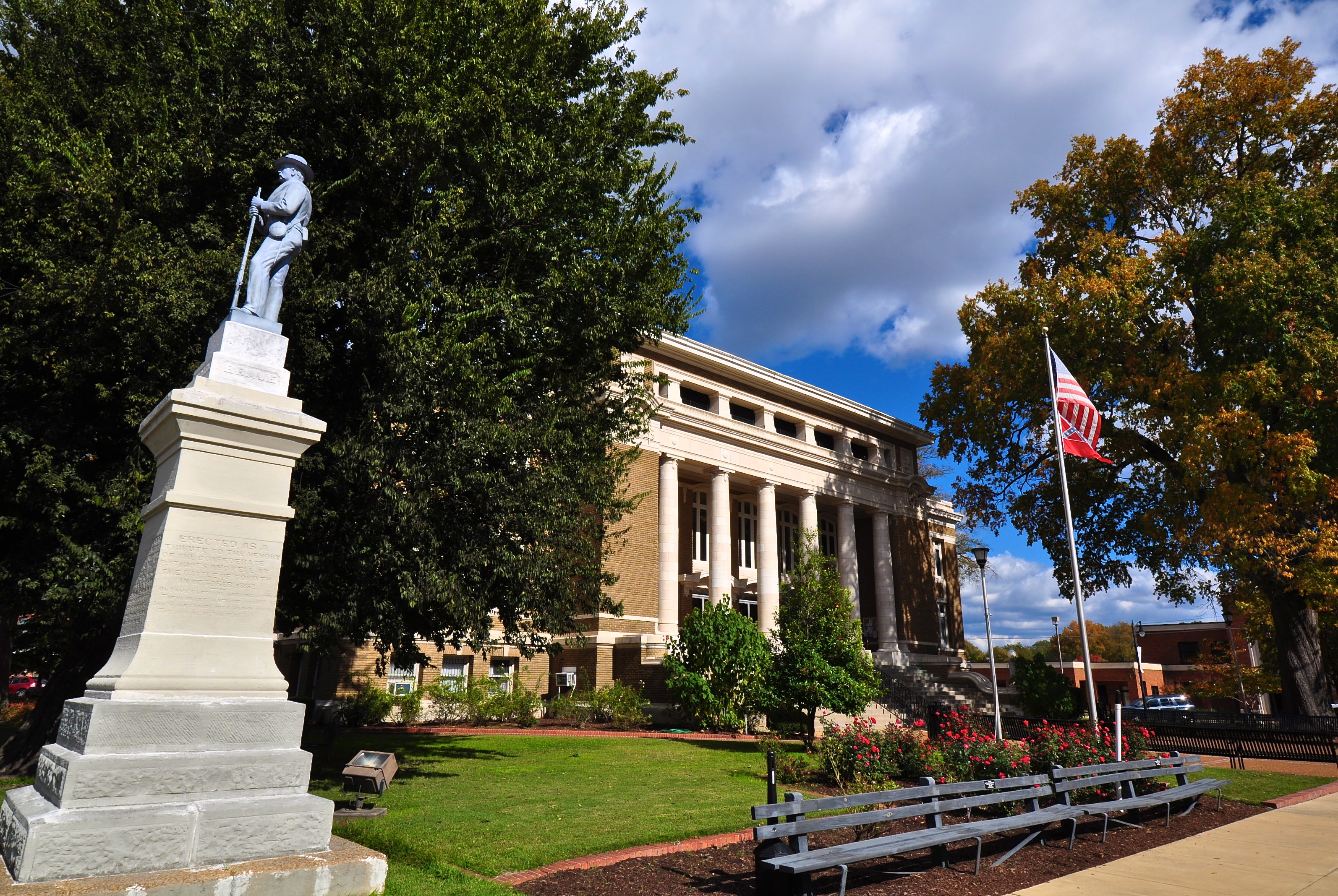
コリンスにあるアルコーン郡庁舎

コリンスはミシシッピ州の北東部、南北方向のアメリカ国道45号線と、東西方向の同72号線が交差する場所にある。ミシシッピ州では面積最小の郡であるアルコーン郡の郡庁所在地である。
アメリカ合衆国国勢調査局に拠れば、市域全面積は30.3平方マイル (78.4 km2)であり、このうち陸地30.2平方マイル (78.1 km2)、水域は0.12平方マイル (0.3 km2)で水域率は0.43%である。

### コリンスに隣接する町
- テネシー州ラマー、北10.92マイル (17.57 km)
- テネシー州イーストビュー、北9.85マイル (15.85 km)
- テネシー州ガイズ、北7.24マイル (11.65 km)
- テネシー州ミチー、北東9.75マイル (15.69 km)
- ファーミントン、東3.97マイル (6.39 km)
- コスース、南西8.21マイル (13.21 km)

### 河川
- ブリッジ・クリーク
- エラム・クリーク
- フィリップス・クリーク
- ターナー・クリーク

### 気候
| コリンスの気候            | コリンスの気候 | コリンスの気候 | コリンスの気候 | コリンスの気候 | コリンスの気候 | コリンスの気候 | コリンスの気候 | コリンスの気候 | コリンスの気候 | コリンスの気候 | コリンスの気候 | コリンスの気候 | コリンスの気候 |
| 月                        | 1月            | 2月            | 3月            | 4月            | 5月            | 6月            | 7月            | 8月            | 9月            | 10月           | 11月           | 12月           | 年             |
| ------------------------- | -------------- | -------------- | -------------- | -------------- | -------------- | -------------- | -------------- | -------------- | -------------- | -------------- | -------------- | -------------- | -------------- |
| 最高気温記録 °F （°C）    | 80 (27)        | 86 (30)        | 89 (32)        | 94 (34)        | 100 (38)       | 106 (41)       | 111 (44)       | 110 (43)       | 105 (41)       | 96 (36)        | 88 (31)        | 80 (27)        | 111 (44)       |
| 平均最高気温 °F （°C）    | 49 (9)         | 54 (12)        | 63 (17)        | 72 (22)        | 80 (27)        | 87 (31)        | 90 (32)        | 90 (32)        | 84 (29)        | 73 (23)        | 62 (17)        | 51 (11)        | 71.3 (21.8)    |
| 平均最低気温 °F （°C）    | 28 (−2)        | 32 (0)         | 39 (4)         | 46 (8)         | 56 (13)        | 64 (18)        | 68 (20)        | 67 (19)        | 59 (15)        | 47 (8)         | 38 (3)         | 31 (−1)        | 47.9 (8.8)     |
| 最低気温記録 °F （°C）    | −19 (−28)      | −6 (−21)       | 9 (−13)        | 25 (−4)        | 35 (2)         | 43 (6)         | 51 (11)        | 49 (9)         | 36 (2)         | 24 (−4)        | 4 (−16)        | −6 (−21)       | −19 (−28)      |
| 出典：The Weather Channel |                |                |                |                |                |                |                |                |                |                |                |                |                |

## 人口動態
以下は2000年の国勢調査による人口統計データである。
| 基礎データ - 人口: 14,054 人 - 世帯数: 6,220 世帯 - 家族数: 3,800 家族 - 人口密度: 178.2人/km2（461.5 人/mi2） - 住居数: 7,058 軒 - 住居密度: 89.5軒/km2（231.8 軒/mi2） 人種別人口構成 - 白人: 76.28% - アフリカン・アメリカン: 21.60% - ネイティブ・アメリカン: 0.09% - アジア人: 0.36% - 太平洋諸島系: 0.12% - その他の人種: 0.84% - 混血: 0.73% - ヒスパニック・ラテン系: 1.73% | 年齢別人口構成 - 18歳未満: 21.8% - 18-24歳: 9.3% - 25-44歳: 25.6% - 45-64歳: 23.7% - 65歳以上: 19.6% - 年齢の中央値: 40歳 - 性比（女性100人あたり男性の人口） - 総人口: 85.5 - 18歳以上: 81.0 世帯と家族（対世帯数） - 18歳未満の子供がいる: 26.0% - 結婚・同居している夫婦: 42.9% - 未婚・離婚・死別女性が世帯主: 14.8% - 非家族世帯: 38.9% - 単身世帯: 35.6% - 65歳以上の老人1人暮らし: 16.0% - 平均構成人数 - 世帯: 2.19人 - 家族: 2.82人 | 収入と家計 - 収入の中央値 - 世帯: 23,436米ドル - 家族: 35,232米ドル - 性別 - 男性: 29,027米ドル - 女性: 21,071米ドル - 人口1人あたり収入: 15,452米ドル - 貧困線以下 - 対人口: 22.2% - 対家族数: 18.2% - 18歳未満: 26.2% - 65歳以上: 23.9% |

## 教育

### 公立学校
コリンス教育学区:
- アルコーン・オルタナティブ学校
- アルコーン中央小学校[10] - 幼稚園から4年生、児童数520人
- アルコーン中央中学校[11] — 5年生から8年生、生徒数539人
- アルコーン中央高校[12] — 9年生から12年生、生徒数515人
- ビッガーズビル小学校 — 幼稚園から6年生、児童数161人
- ビッガーズビル高校 — 7年生から12年生、生徒数236人
- コリンス高校[13] — 9年生から12年生、生徒数473人
- コリンス中学校[14] — 5年生から8年生、生徒数265人
- コリンス小学校[15] — 幼稚園から4年生
- コスース小学校 - 幼稚園から4年生、児童数562人
- コスース高校 — 9年生から12年生、生徒数438人
- コスース中学校 — 5年生から8年生、生徒数499人
- イーサム高校（人種統合以前に市内唯一のアフリカ系アメリカ人の学校、2008年から2009年の教育年度まで5年生と6年生を教える南コリンス小学校、2014年に校舎を使って医院が開院）

### 図書館
- コリンス公共図書館 — ノースイースト地域図書館体系に属している

### 博物館
- ノースイースト・ミシシッピ博物館[16]
- コリンス南北戦争案内センター[17]（アメリカ合衆国国立公園局に属する）
- アーティスト・ギルド博物館と店舗
- 南部文化博物館
- 黒人史ブラック博物館

## 医療
- ベランダ・ヘルスセンター
- マグノリア地域ヘルスセンター

## 交通

### 高規格道路
- アメリカ国道45号線 — 北のスペリオル湖から南のメキシコ湾に走る
- アメリカ国道72号線 — 東のテネシー州チャタヌーガから西の同州メンフィスに走る
- ミシシッピ州道2号線 — 北のテネシー州境から南西のヒッコリーフラットに走る
- ミシシッピ州道145号線

### 空港
- ロスコー・ターナー空港[18]
- ディルワース空港[19]

## メディア

### 新聞
- 「デイリー・コリンシアン」

### FM と AM のラジオ局
- WKCU 1350、キリスト教音楽
- WXRZ 94.3、ニュースとトーク / スーパートーク・ミシシッピ
- WADI 95.3, 95.3 ザ・ビー / カントリー

## 著名な出身者
- ドン・ブラッシンゲーム — メジャーリーグベースボール選手、セントルイス・カージナルス他、日本の南海ホークスでもドン・ブレイザーという名で活躍、コーチや監督も歴任
- スージー・ギブソン — 世界第3位の長寿となった女性、2006年に115歳没
- ロスコー・ターナー — パイロット、飛行機レースで活躍